# 어 트릭 오브 더 라이트
《어 트릭 오브 더 라이트》(Die Gebruder Skladanowsky, A Trick Of The Light)는 독일에서 제작된 빔 벤더스 감독의 1995년 드라마 영화이다. 우도 키어 등이 주연으로 출연하였다.